# Erich Haarmann
Erich Otto Haarmann (* 14. Juni 1882 in Osnabrück; † 17. April 1945 in Bonn) war ein deutscher Geologe.
Haarmann stammte aus einer Familie von Stahlindustriellen. Sein Vater war August Haarmann (1840–1913), Direktor des Stahlwerks Georgsmarienhütte. Er sollte zunächst ebenfalls in die Montanindustrie gehen und Bergbauingenieur werden. Haarmann studierte in Berlin und München, neben Bergbauwesen auch intensiv Geologie. 1905 wurde er Bergreferendar und 1908 wurde er bei Hans Stille promoviert (Die geologischen Verhältnisse des Piesbergs bei Osnabrück und seiner Umgebung). Er war kurz 1909 bis 1911 bei der Preußischen Geologischen Landesanstalt (PGLA) und war zwei Jahre bei einer Bohrgesellschaft in Mexiko. Danach war er freischaffend und habilitierte sich 1915 in Berlin. Ab 1918 hatte er einen Lehrauftrag für Wirtschaftsgeologie an der Humboldt-Universität Berlin und wurde dort 1922 außerordentlicher Professor. Er blieb dort für den Rest seiner Karriere. Er entfaltete eine umfangreiche Gutachtertätigkeit und war auch schon von Haus aus finanziell unabhängig. Er war seit 1904 Mitglied der Deutschen Geologischen Gesellschaft. Im Jahr 1932 wurde er zum Mitglied der Leopoldina gewählt.
Haarmann befasste sich auch mit Geologie-Geschichte, sammelte Geologenbriefe und plante ein Geologen-Archiv. Seine eigene dafür vorgesehene Sammlung von über 25.000 Dokumenten fiel allerdings größtenteils im März 1943 einem Bombenangriff auf Haarmanns Berliner Wohnung zum Opfer. Das Geologenarchiv (der Geologischen Vereinigung) in Freiburg wurde ab 1956 von Max Pfannenstiel aufgebaut.
1916 veröffentlichte er seine Oszillationstheorie zur Erklärung tektonischer Vorgänge wie Gebirgsbildung, eine der vielen vor der Etablierung der Plattentektonik entwickelten Erklärungsmodelle in der Tektonik. Danach kommt es in der kristallinen Erdkruste zu großen Auf- und Abwärtsbewegungen, Schwellungen (Geotumor) und Senkungen (Geodepression). Bei der Schwellung kommt es zum Reißen der sedimentären Oberfläche und Bruchbildung, beim Abgleiten von Schwellungen zu Gebirgsbildung (in einer Sekundärtektogenese) entweder einseitig oder bei Abgleiten von beiden Seiten in einen Trog zweiseitig.  Als Ursache stellte er sich kosmisch ausgelöste Magmentverlagerung unterhalb der Kruste vor und sah ähnliche Vorgänge auch auf dem Mond. Mit dieser Theorie verwandt ist die Undationstheorie von Hans Stille aus den 1930er Jahren. Stille und sein Schüler Haarmann waren später wissenschaftliche Gegner.

## Schriften
- Über doppelte Lobenlinien bei Ceratiten. In: Zeitschrift der Deutschen geologischen Gesellschaft für 1910, 62, 1910, S. 97–100
- Um das geologische Weltbild, Malleo et Mente, Enke Verlag 1935
- Die Oszillationstheorie. Eine Erklärung der Krustenbewegungen von Erde und Mond, Enke Verlag 1930
- Lose Blätter aus der Geschichte der Geologie. Mitteilungen des Geologen-Archivs, in: Geologische Rundschau Bd. 33, Heft 2/3, 1942 (über Johann Gottlob Lehmann (S. 88–103), Rudolf Erich Raspe (S. 104–120), William Smith (S. 121–155), Aus den Anfängen der europäischen Geologie (S. 156–185) und Charles Babbage (S. 186–188)).